# Castell d'Alaró
Castell d'Alaró är ett slott i Spanien.   Det ligger i regionen Balearerna, i den östra delen av landet, 600 km öster om huvudstaden Madrid. Castell d'Alaró ligger 775 meter över havet. Det ligger på ön Mallorca.
Terrängen runt Castell d'Alaró är varierad. Castell d'Alaró ligger uppe på en höjd.Runt Castell d'Alaró är det ganska tätbefolkat, med 75 invånare per kvadratkilometer. Närmaste större samhälle är Marratxí, 13,7 km söder om Castell d'Alaró. Trakten runt Castell d'Alaró består till största delen av jordbruksmark.